# Département de Guitry
Le département de Guitry est un département de Côte d'Ivoire. 